# NGC 3447
NGC 3447 ist eine Balken-Spiralgalaxie vom Hubble-Typ SBdm/P im Sternbild Löwe auf der Ekliptik. Sie ist schätzungsweise 44 Millionen Lichtjahre von der Milchstraße entfernt und hat einen Durchmesser von etwa 55.000 Lichtjahren. Gemeinsam mit PGC 32700 bildet sie ein gebundenes Galaxienpaar und zusammen mit NGC 3457, PGC 32826 und PGC 32747 die NGC 3447-Gruppe (LGG 225).
Im selben Himmelsareal befinden sich u. a. die Galaxien NGC 3443, NGC 3454, NGC 3455, NGC 3457.
Die Typ-Ia-Supernova SN 2012ht wurde hier beobachtet.
Das Objekt wurde am 18. März 1836 von dem Astronomen John Herschel mithilfe seines 18,7-Zoll-Spiegelteleskops entdeckt.

## NGC 3447-Gruppe (LGG 225)
| Galaxie   | Alternativname | Entfernung/Mio. Lj |
| --------- | -------------- | ------------------ |
| NGC 3445  | PGC 32694      | 44                 |
| PGC 32700 | NGC 3445A      | 45                 |
| NGC 3457  | PGC 32787      | 48                 |
| PGC 32826 | UGC 6035       | 44                 |
| PGC 32747 | UGC 6022       | 48                 |